# شعار إسرائيل

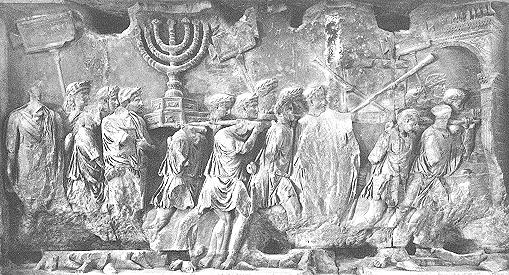
الشمعدان المنقوش على بوابة تيتوس

شعار إسرائيل (بالعبرية: סמל מדינת ישראל) يتألف من شمعدان عبري في كل من جانبيه شعبة الزيتون وتحته الكلمة "ישראל" (إسرائيل بالعبرية). وخلفية الشعار زرقاء ولون الشمعدان والشعبتين أبيض أو ذهبي.
تبنت إسرائيل هذا الشعار عام 1948 بعد مسابقة تصميم فاز بها اقتراح جافريئيل ومكسيم شامير. فالشعار الحالي مبني على اقتراحهما مع قواعد من اقتراحات أخرى.
إن الشمعدان رمز يهودي منذ 3000 عام الذي تمت الاستضاءة به في هيكل سليمان. فتصميم الشمعدان مستعار من الشمعدان الذي منقوش على بوابة تيتوس في روما. أما شعبتي الزيتون فهما ترمزان إلى الطموح للسلام.